# 1re cérémonie des Visual Effects Society Awards
 (juin 2020).
Si vous disposez d'ouvrages ou d'articles de référence ou si vous connaissez des sites web de qualité traitant du thème abordé ici, merci de compléter l'article en donnant les références utiles à sa vérifiabilité et en les liant à la section « Notes et références ».
La 1re cérémonie des Visual Effects Society Awards (VES Awards), organisée par la Visual Effects Society, a eu lieu le 19 février 2003 et a récompensé les meilleurs effets visuels de l'année 2002.

## Palmarès

### Meilleurs effets visuels dans un film en prises de vues réelles
- Le Seigneur des anneaux : Les Deux Tours (The Lord of the Rings: The Two Towers) – Joe Letteri, Jim Rygiel, Randall William Cook et Alex Funke
  - Men in Black 2 (Men in Black II) – John Andrew Berton Jr., Tom Bertino, Bill Westenhofer et Erik Mattson
  - Star Wars, épisode II : L'Attaque des clones (Star Wars: Episode II – Attack of the Clones)

### Meilleurs effets visuels secondaire dans un film en prise de vues réelles
- La somme de toutes les peurs
  - Frida
  - Gangs of New York

### Meilleur personnage animé dans un film en prise de vues réelles
- Le seigneur des anneaux : Les deux tours
  - Harry Potter et la chambre des secrets
  - Star Wars épisode II : L'attaque des clones

### Meilleur personnage animé dans un film d'animation
- Stuart Little 2
  - Spirit, l'étalon des plaines

### Meilleure effet pratique dans un film
- Le seigneur des anneaux : Les deux tours
  - Meurs un autre jour

### Meilleur matte painting dans un film
- Star Wars épisode II : L'attaque des clones
  - Gangs of New York
  - Le seigneur des anneaux : Les deux tours

### Meilleure modèle et maquette dans un film
- Le seigneur des anneaux : Les deux tours
  - Meurs un autre jour
  - Star Wars épisode II : L'attaque des clones

### Meilleur photographie par effets spéciaux dans un film
- Le seigneur des anneaux : Les deux tours
  - Star Wars épisode II : L'attaque des clones
  - Stuart Little 2

### Meilleur direction artistique des effets spéciaux dans un film
- Le seigneur des anneaux : Les deux tours
  - Minority Report
  - Star Wars épisode II : L'attaque des clones

### Meilleurs compositing dans un film
- Le seigneur des anneaux : Les deux tours
  - Harry Potter et la chambre des secrets
  - Minority Report

### Meilleure performance d'acteur dans un film à effets spéciaux
- Andy Serkis pour le rôle de Gollum dans Le Seigneur des anneaux : Les Deux Tours (The Lord of the Rings: The Two Towers)
- Elijah Wood pour le rôle de Frodo dans Le Seigneur des anneaux : Les Deux Tours (The Lord of the Rings: The Two Towers)
- Sean Astin pour le rôle de Sam dans Le Seigneur des anneaux : Les Deux Tours (The Lord of the Rings: The Two Towers)
  - Nicolas Cage pour le rôle de Charlie Kaufman et Donald Kaufman dans Adaptation
  - Will Smith pour le rôle de l'Agent K dans Men in Black 2 (Men In Black II)

### Meilleurs effets visuels dans une série TV
- Firefly pour l'épisode pilote
  - Dinotopia pour le doublé épisode "Les Hors-la-loi"
  - Star Trek : Enterprise pour l'épisode "Onde de choc : Partie 1"

### Meilleurs effets visuels dans une mini-série, un téléfilm ou un épisode spécial
- Dinotopia
  - Expédition : Bismarck
  - Rose Red

### Meilleurs effets visuels dans une publicité
- Xbox pour "Mosquito"
  - Adidas pour "Mechanical Legs"
  - Blockbuster Entertainment pour "Prima Donna"

### Meilleurs effets visuels dans un clip
- DJ Acurack pour le clip So To Speak
  - Linkin Park pour le clip Point of Authority
  - Will Smith pour le clip Black Suits Comin

### Meilleur personnage animé dans une publicité, un clip ou un programme TV
- Dinotopia
  - Blockbuster Entertainment pour "Kung Fu"
  - Stargat SG-1 pour l'épisode "Révélation"

### Meilleure matte painting dans une publicité, un clip ou un programme TV
- Dinotopia
  - The Man who saved Christmas

### Meilleure miniature et modèle dans une publicité, un clip ou un programme TV
- Star Trek : Enterprise pour l'épisode "La station service"
  - Gatorade pour l'épisode "Visiteurs"
  - Rose Red

### Meilleur direction artistique des effets spéciaux dans une publicité, un clip ou un programme TV
- Adidas pour "Mechanical Legs"
  - Linkin Park pour le clip Point of Authority

### Meilleur compositing dans une publicité, un clip ou un programme TV
- Dinotopia
  - Firefly pour l'épisode pilote
  - Adidas pour "Mechanical Legs"
  - PlayStation pour "Feel the Power of Pro"